# Napalm
Pour les articles homonymes, voir Napalm (homonymie).

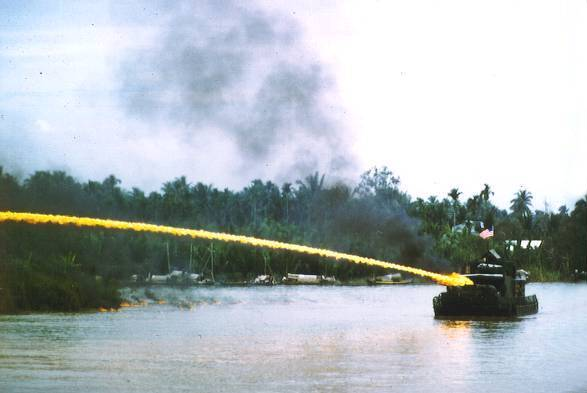
Lance à napalm depuis un Patrol Boat durant la guerre du Viêt Nam.

Le napalm, inventé en 1942, est de l'essence gélifiée, habituellement utilisée dans les bombes incendiaires. Sa formule est faite pour brûler à une température précise et coller aux objets et aux personnes. En 1980, son usage contre les populations civiles est interdit par une convention des Nations unies ainsi que par le droit international humanitaire, prenant sa source dans les Conventions de Genève, qui proscrit toute arme ne faisant pas la distinction entre les civils et les combattants.

## Historique

### Origines

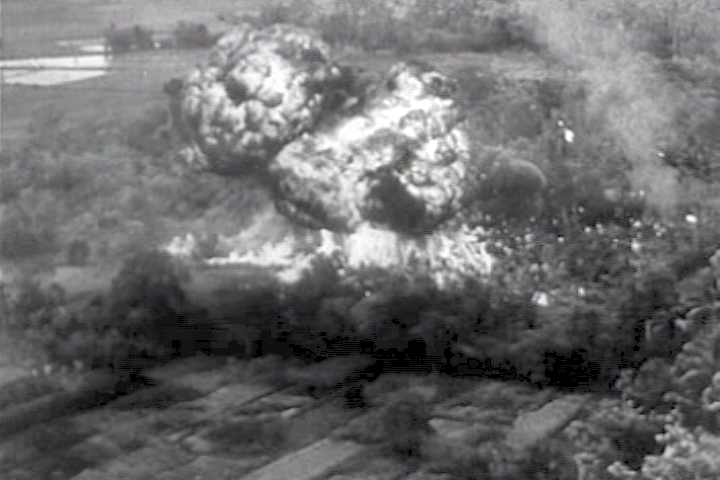
Largage de napalm sur des positions Viet Minh par l'aéronavale française durant la guerre d'Indochine (1953).

Pendant la Seconde Guerre mondiale, autant les Alliés que l'Allemagne utilisèrent l'essence comme une arme dans les lance-flammes, mais elle avait le défaut de brûler trop vite pour être un dispositif incendiaire efficace.
Le napalm est inventé à l'université Harvard en 1942 pour l'utilisation dans des bombes et les lance-flammes. Son inventeur, le chimiste américain Louis F. Fieser (1899-1977), en était si fier qu'il collectionnait les coupures de presse relatives à son utilisation.
Son nom provient de la contraction des deux mots naphtalène et palmitate : na[phtalène]-palm[itate] et s'explique par les possibilités de réaction d'une poudre contenant du naphtalène (na) et du palmitate (palm) de sodium (ou d'aluminium), formant une substance d'apparence semblable à celle du savon. La quantité relative de poudre change les propriétés incendiaires, et diffère selon qu'il s'agit de lance-flammes ou de bombes.
Un gel aux propriétés incendiaires améliorées, le napalm-B, est introduit pour rendre le napalm moins dangereux à manipuler et plus précis et contrôlable en brûlant. Le napalm-B ne contient aucun des éléments originaux desquels le nom est dérivé, mais utilise le benzène et le polystyrène pour solidifier l'essence. Il est reconnaissable à l'odeur particulière produite par sa combustion.

## Usage militaire

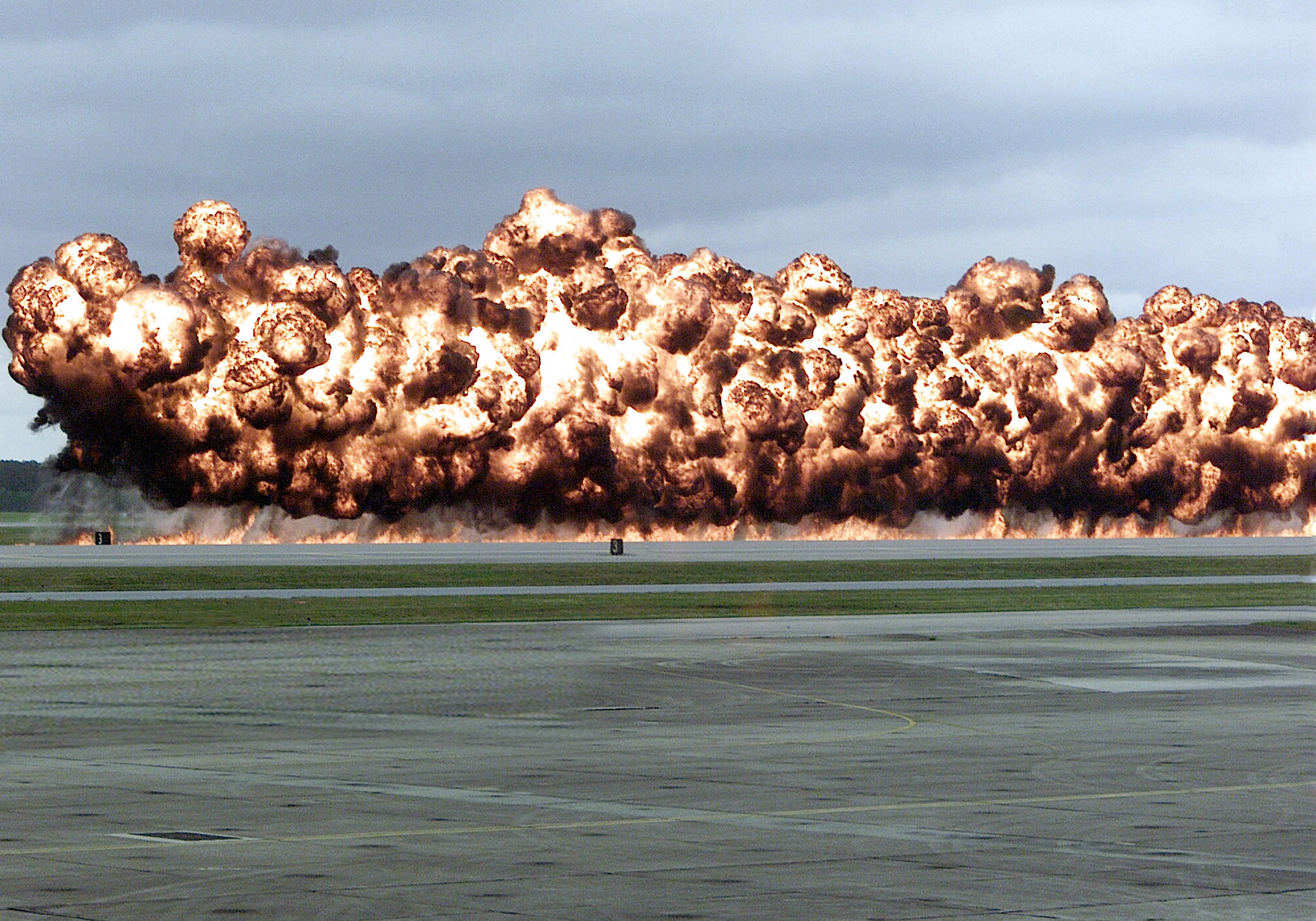
Explosion d'un mélange de napalm-B.

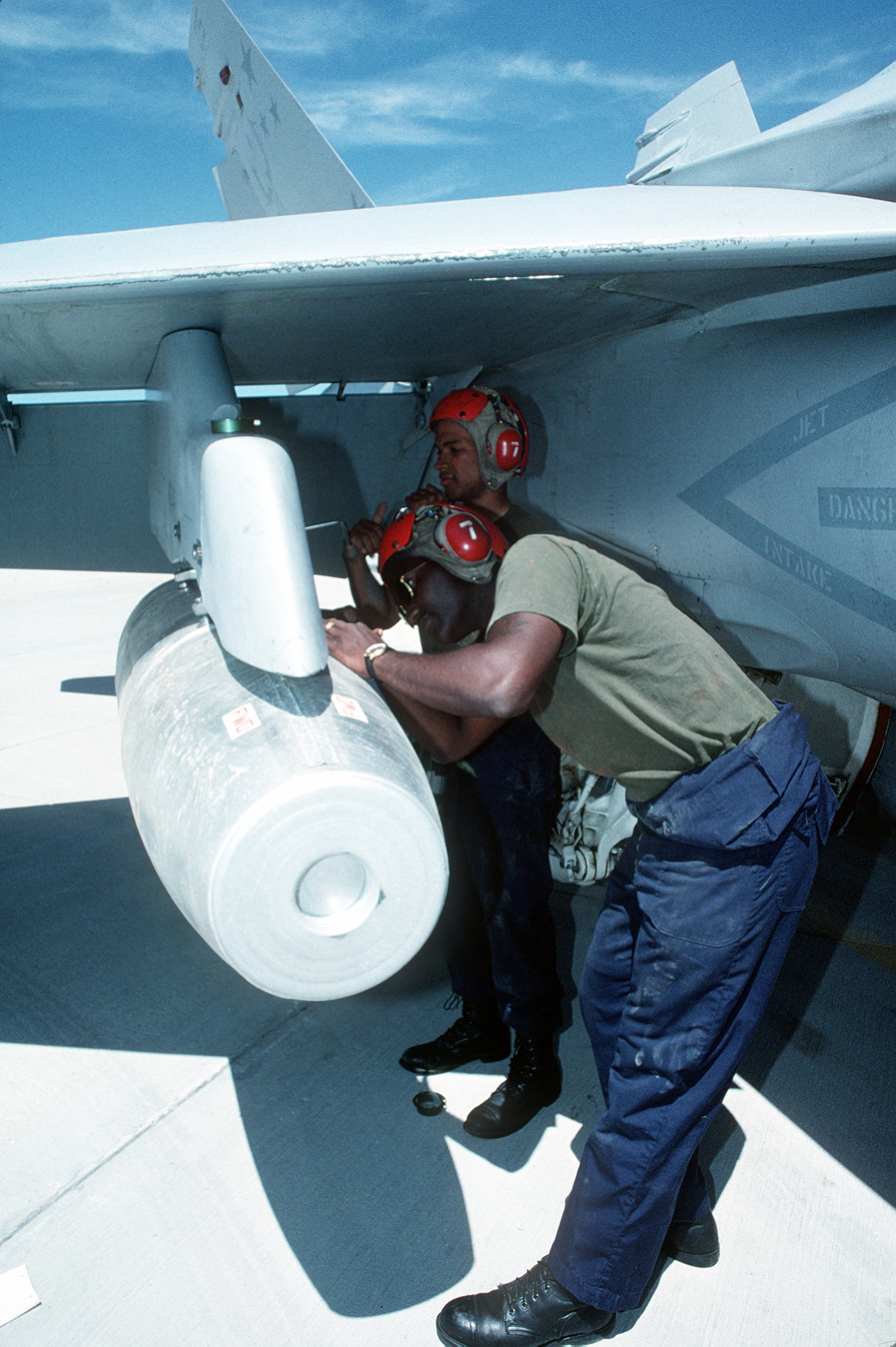
Une bombe Mark 77 placée sous un McDonnell Douglas F/A-18 Hornet en 1993.

Le napalm est utilisé pendant la Seconde Guerre mondiale par les Américains en juin 1944 dans le Pacifique pour la prise de l'île de Tinian et plus ponctuellement pendant la bataille de Normandie. La première grande opération l'utilisant sur le front en Europe est lors du bombardement de Cézembre au large de Saint-Malo en août 1944 puis plus tard contre la poche de Royan et de la pointe de Grave. L'historien Howard Zinn, alors pilote de l'United States Army Air Forces, décrit dans ses mémoires les 1 200 bombardiers qui sont lancés dans la nuit du 13 au 14 avril 1945 sur cette poche de résistance allemande et les bombes au napalm qui y sont employées (la dernière poche de résistance allemande sera celle de Saint-Nazaire jusqu'au 11 mai 1945),. Le napalm est aussi utilisé sur les villes allemandes (cf. Opération Gomorrah sur Hambourg, Berlin et Dresde) et japonaises (cf. Bombardement de Tokyo).
Durant la guerre civile grecque (1946-1949), 388 bombes au napalm sont larguées en 1949 par les États-Unis dans les montagnes Gramos-Vitsi contre l'Armée démocratique de Grèce.
La première utilisation du napalm en Indochine par les Français a lieu le 17 janvier 1951, lors de la bataille de Vĩnh Yên, dans le but de stopper l'attaque des soldats viet-minh. Les forces des États-Unis l'emploient également durant les guerres de Corée et du Viêt Nam. À partir de 1965, l'entreprise Dow Chemical fournit l'armée américaine, jusqu'en 1969.
Le Tribunal Russell met en accusation les États-Unis pour leur recours au napalm au Viêt Nam.
En Chine, pendant la Révolution culturelle, Wei Guoqing utilise des bombes au napalm pour réduire les rebelles à Wuzhou,.
Une utilisation massive du napalm par la France pendant la guerre d'Algérie est attestée lors du plan Challe de 1959-60,. L'Armée française dit alors viser « des structures diverses, des rassemblements de troupes, des grottes, des villages qui auraient dû être vides et parfois des convois terrestres ». Des auteurs rapportent une utilisation du napalm dès 1956.
Une convention des Nations unies de 1980 l'interdit contre les populations civiles. Les États-Unis d'Amérique ne signent cette convention qu'en 2009, mais affirment avoir détruit leur arsenal en 2001. Lors de l'invasion de l'Irak en 2003 les États-Unis utilisent des bombes incendiaires de type 77, dont le contenu n'est pas techniquement du napalm-B mais qui est similaire en composition avec du kérosène et moins de benzène.

Le napalm est utilisé par plusieurs États dans de multiples conflits tels que : la France avec la guerre d'Algérie (1954-1962) et d'Indochine (1946-1954), l'Argentine avec la guerre des Malouines (1982), le Cameroun pendant la guerre du Cameroun (1960-1970), les États-Unis avec la guerre civile grecque (1946-49),, la guerre de Corée (1950-1953)et d'autres. 

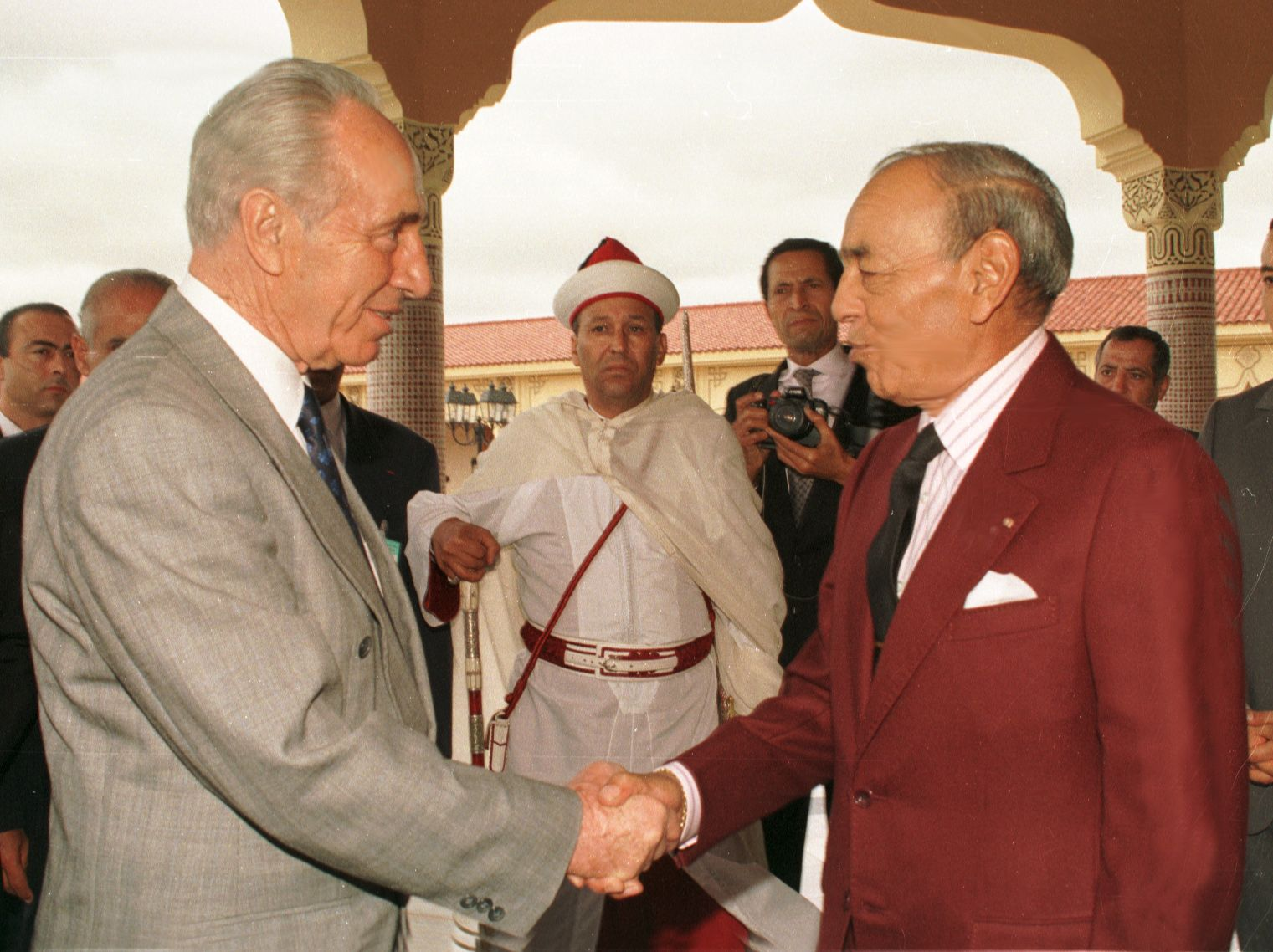
Le roi marocain Hassan II (à droite) a utilisé des bombes au napalm en 1958 contre les indépendantistes du Rif.

Au Maroc, le futur roi Hassan II, alors prince, utilise des bombes au napalm contre sa propre population lors de la répression sanglante de révolte du Rif en 1958.

## Autre usage
Un usage différent est fait du napalm en 1967. Dans un effort pour arrêter une nappe de pétrole s'échappant du Torrey Canyon échoué entre les îles Scilly et les Cornouailles, la Royal Navy et la Royal Air Force lancent de grandes quantités de napalm ainsi que des bombes pour faire brûler le pétrole et essayer de couler le pétrolier. Ces efforts ont un succès mitigé et des plaques de pétrole atteignent les côtes britanniques et françaises.

## Effets sur les victimes
Le napalm cause de graves brûlures sur les personnes exposées, par ses projections enflammées. Sa texture de gel colle à la peau et brûle les tissus jusqu'à l'os sans qu'il soit possible de stopper sa combustion. Il est illusoire de vouloir refroidir les plaies avec de l'eau. De plus, il est souvent combiné au phosphore blanc qui amplifie ses effets. Celui-ci permet d'enflammer le napalm et sert de détonateur dans ce type de bombe incendiaire. Lorsqu'une bombe au napalm explose au sol, le phosphore s'enflamme en premier à haute température, en laissant une traînée blanche caractéristique, puis le napalm s'enflamme. Il en résulte une grande boule de feu qui progresse rapidement et qui atteint la taille d'un immeuble de plusieurs étages pour les plus grosses munitions incendiaires.
En plus de sa puissance létale, le napalm est connu pour l'impact psychologique important qu'il exerce sur ses victimes. De plus, les écosystèmes touchés par le napalm sont détruits pour plusieurs années (politique de la terre brûlée). La photo de la Vietnamienne Phan Thị Kim Phúc, le corps brûlé après une attaque au napalm sur son village, a fait le tour du monde.

## Napalm dans les arts
- Dans Full Metal Jacket, le sergent instructeur chante cette chanson pendant l’entraînement : « Le napalm c'est bon c'est chaud, et en plus ça colle à la peau. »
- Le cinéma a témoigné de cet effet avec dans les années 1970 et 1980 des films comme Voyage au bout de l'enfer, Nous étions soldats, Apocalypse Now, d'où vient la citation célèbre : « I love the smell of napalm in the morning » (« J'adore l'odeur du napalm au petit matin »), et Platoon. Le napalm apparaît aussi dans le film français sur la guerre d'Algérie L'Ennemi intime et dans le film Course à la mort ainsi que dans le film 28 Semaines plus tard où il est utilisé pour tuer les réfugiés à la suite d'une contamination incontrôlable.
- Dans l'œuvre de Banksy intitulée Napalm en 2004, la célèbre petite Vietnamienne brûlée au napalm est accompagnée par Mickey Mouse et Ronald McDonald[27]. L’image gaie et décalée, provocatrice, crée un malaise et fait réfléchir aux atrocités de la guerre. L'univers merveilleux des personnages de BD est opposé à la brutale réalité des adultes, contestation alliée à l'humour[réf. souhaitée].
- La série télévisée canadienne québécoise Une grenade avec ça ? fait référence au napalm avec leur sauce à « burdog » nommée ici « sauce napalm ».
- Dans le film Shooter, tireur d'élite on peut voir le sergent tireur d'élite des Marines Bob Lee Swagger en faire usage en demandant à l'Agent spécial du FBI Nicholas 'Nick' Memphis de déclencher les bombes au napalm.
- Il apparaît aussi dans le film Évolution réalisé par Ivan Reitman. Son utilisation a pour but d’anéantir la menace extraterrestre.
- En 2003 dans le film Prisonniers du temps, un des personnages parle du feu grégeois, ici sous-entendu du napalm[Information douteuse].
- Dans la scène d'introduction de l'épisode 5 de la 2e saison de la série télévisée The Walking Dead, on peut voir l'armée larguer du napalm sur la ville d'Atlanta afin de lutter contre l'invasion de zombies. (« Ils bombardent la ville au napalm »).
- Dans la chanson du film Tout le monde il est beau, tout le monde il est gentil : « […] quand dans le ciel calme l'avion par-dessus les toits, largue son napalm sur le peuple indochinois […] ».
- Il apparaît aussi dans le film Forrest Gump réalisé par Robert Zemeckis. Une frappe de napalm est lancée quand Forrest part sauver Bubba durant la guerre du Viêt Nam.
- Dans le film Fight Club, pendant la discussion entre Norton et Tyler Durden qui se déroule à bord d'un avion, Tyler récite la recette artisanale du napalm : « Vous savez qu'en mélangeant des parts égales d'essence et de concentré de jus d'orange congelé on peut faire du napalm ? »
- Il apparaît dans les derniers instants du film Law Abiding Citizen.
- Un groupe de Grindcore s'appelle Napalm Death.
- Le groupe de Trash Metal Sodom aborde l’utilisation militaire du napalm dans sa chanson intitulée Napalm in the morning.
- L'album Primo Victoria du groupe de power metal Sabaton parle de l'usage du napalm pendant la guerre du Vietnam dans sa chanson Into the Fire.
- Le DJ parisien Coni a sorti en avril 2014 Comfort Zone, un EP qui contient un morceau nommé Napalm.
- Serge Gainsbourg fait référence au napalm dans le texte de la chanson Malaise en Malaisie, écrit pour Alain Chamfort en 1981.
- Il est fait référence au napalm dans la série télévisée The Night Manager qui est une mini-série américano-britannique de six épisodes réalisée par la cinéaste danoise Susanne Bier et diffusée du 21 février 2016 au 27 mars 2016 sur BBC One. Aux États-Unis, elle a été diffusée du 19 avril 2016 au 24 mai 2016 sur AMC1.
- L'artiste photographe américaine Diane Severin Nguyen utilise régulièrement du napalm dans ses œuvres, en tant que matériau brut et inflammable.
- Dans le jeu vidéo Call of Duty: Black Ops (sorti le 27 septembre 2012) dans le mode zombie, sur la map Shangri-la, une espèce de zombie appelé Zombie napalm est un zombie fait de napalm qui lâche une flaque de cette matière lorsqu'il meurt.
- Dans son morceau Ocean Eyes, diffusé le 18 novembre 2016, Billie Eilish évoque le napalm dans l'un de ses couplets : « Burning cities and napalm skies » (« Des villes en flammes, des ciels de napalm »).
- Dans le jeu Helldivers 2, il est possible d’effectuer des frappes au napalm en utilisant des stratagèmes.